# Agnieszka Renc
Agnieszka Renc (Varsovia, 9 de enero de 1986) es una deportista polaca que compitió en remo.
Ganó dos medallas en el Campeonato Mundial de Remo, en los años 2009 y 2012, y dos medallas de plata en el Campeonato Europeo de Remo entre los años 2009 y 2010.

## Palmarés internacional
| Campeonato Mundial | Campeonato Mundial          | Campeonato Mundial | Campeonato Mundial  |
| Año                | Lugar                       | Medalla            | Prueba              |
| ------------------ | --------------------------- | ------------------ | ------------------- |
| 2009               | Poznań (Polonia)            | Medalla de plata   | Doble scull ligero  |
| 2012               | Plovdiv (Bulgaria)          | Medalla de oro     | Cuatro scull ligero |
| Campeonato Europeo |                             |                    |                     |
| Año                | Lugar                       | Medalla            | Prueba              |
| 2009               | Brest (Bielorrusia)         | Medalla de plata   | Doble scull ligero  |
| 2010               | Montemor-o-Velho (Portugal) | Medalla de plata   | Doble scull ligero  |